# Erigone mollicula
Erigone mollicula là một loài nhện trong họ Linyphiidae.
Loài này thuộc chi Erigone. Erigone mollicula được Tord Tamerlan Teodor Thorell miêu tả năm 1898.